# Тырпасовская
Тырпасовская — деревня в Вилегодском муниципальном округе Архангельской области.

## География
Находится в юго-восточной части Архангельской области, при автодороге 11К-142, на расстоянии приблизительно 38 км на восток-северо-восток по прямой от административного центра района села Ильинско-Подомское на левобережье реки Виледь.

## История
Основание деревни связано с временами опричнины, когда сюда прибыли беженцы из более южных регионов. Отмечалось в 1710 году как поселение с 2 дворами. В 1859 году здесь (деревня Сольвычегодского уезда Вологодской губернии) было учтено 6 дворов. До 2020 года входила в состав Селянского сельского поселения до его упразднения.

## Население
Численность населения: 8 человек (1710 год), 98 (1859), 49 (русские 98 %) в 2002 году, 34 в 2010.